# Congreso Nacional de Nicaragua
El Congreso Nacional de Nicaragua fue la Legislatura de Nicaragua antes de la Revolución Sandinista de 1979. El Congreso era Bicameral y estaba compuesto por la Cámara de Diputados y la Cámara de Senadores. Tuvo su sede en el Palacio Nacional, actual Palacio de la Cultura, en la Capital Managua.

## Presidentes de la Cámara de Diputados antes de 1979
| Nombre                        | Período            | Notas         |
| ----------------------------- | ------------------ | ------------- |
| V. Gurdián                    | 1913-1914          | [ 2 ]         |
| Miguel Cárdenas               | 1914-1915          | [ 3 ]         |
| César Pasos                   | 1915-1916          | [ 4 ]         |
| Miguel Cárdenas               | 1916-1917          | [ 3 ]         |
| Salvador Chamorro             | 1917-1918          | [ 5 ]         |
| Román Castillo C.             | 1918-1919          | [ 6 ]         |
| Gustavo Paguaga               | 1919-1920          | [ 7 ]         |
| Jacinto Núñez                 | 1920-1921          | [ 8 ]         |
| Abraham Ocón                  | 1921-1922          | [ 9 ]         |
| Miguel Cárdenas               | 1922-1923          | [ 10 ]        |
| Eduardo Castillo C.           | 1923-1924          | [ 11 ]        |
| Enoc Aguado Farfán            | 1924-1925          | [ 12 ]        |
| Vicente F. Pérez              | 1925-1926          | [ 13 ]        |
| Seg. Chamorro Argüello        | 1926-1927          | [ 14 ]        |
| Antonio Cruz Hurtado          | 1927-1928          | [ 15 ]        |
| Gustavo Manzanares            | 1928               | [ 16 ]        |
| D. Calero B.                  | 1928-1929          | [ 17 ]        |
| Antonio Cruz Hurtado          | 1929               | [ 18 ]        |
| Juan Francisco Urbina         | 1929-1930          | [ 19 ]        |
| Leonardo Argüello Barreto     | 1930-1931          | [ 20 ]        |
| Crisanto Sacasa               | 1931-1932          | [ 21 ]        |
| C. Urbina                     | 1932-1933          | [ 22 ]        |
| Carlos Alberto Brenes Jarquín | 1933               | [ 22 ]        |
| Benjamín Lacayo Sacasa        | 1933-1934          | [ 23 ]        |
| Arturo Cruz Sánchez           | 1934               | [ 24 ]        |
| Leopoldo Argüello Gil         | 1934-1935          | [ 25 ]        |
| Simeón Rizo Gadea             | 1935-1936          | [ 26 ]        |
| Guillermo Sevilla Sacasa      | 1936               | [ 27 ]        |
| Humberto Alvarado             | 1936-1937          | [ 28 ]        |
| Alejandro Abaunza Espinoza    | 1937-1938          | [ 29 ]        |
| Francisco Sánchez Espinosa    | 1938-1939          | [ 30 ]        |
| Aurelio Montenegro            | 1939-1941          | [ 31 ]        |
| Gustavo Noguera               | 1941               | [ 32 ]        |
| Manuel Fernando Zurita        | 1941               | [ 33 ]        |
| Alejandro Abaunza Espinoza    | 1941-1942          | [ 34 ]        |
| Enoc Aguado Farfán            | 1942-1943          | [ 35 ]        |
| Aurelio Montenegro            | 1943-1945          | [ 36 ]        |
| Humberto Sánchez              | 1945-1946          | [ 37 ]        |
| Aurelio Montenegro            | 1946               | [ 38 ]        |
| Benjamín Lacayo Sacasa        | 1946-1947          | [ 39 ]        |
| José M. García                | 1947-1948          | [ 40 ]        |
| Gustavo Mercado Gutiérrez     | 1948-1949          | [ 41 ]        |
| Manuel Fernando Zurita        | 1949-1950          | [ 42 ]        |
| Luis Somoza Debayle           | 1950-1953          | [ 43 ] [ 44 ] |
| Ulises Irías                  | 1953-1954          | [ 45 ]        |
| Luis Somoza Debayle           | 1954-1956          | [ 46 ]        |
| Ulises Irías                  | 1956-1958          | [ 47 ]        |
| Aurelio Montenegro            | 1958-1959          | [ 48 ]        |
| Juan José Morales Marenco     | 1959-1961          | [ 49 ]        |
| Jesús Castillo Alvarado       | 1961               | [ 50 ]        |
| Juan José Morales Marenco     | 1961-1966          | [ 51 ]        |
| Orlando Montenegro Medrano    | 1966-1967          | [ 52 ]        |
| Adolfo Martínez Talavera      | 1967-1968          | [ 53 ]        |
| Orlando Montenegro Medrano    | 1968-1972          | [ 54 ]        |
| Francisco Urcuyo Maliaños     | 1972-1973          | [ 55 ]        |
| Cornelio H. Hüeck             | 1973-1978          | [ 56 ] [ 57 ] |
| Francisco Urcuyo Maliaños     | 1978-julio de 1979 | [ 58 ] [ 59 ] |

## Presidentes de la Cámara de Senadores antes de 1979
| Nombre                       | Período            | Notas                       |
| ---------------------------- | ------------------ | --------------------------- |
| M. J. Cordero                | 1913-1914          | [ 60 ]                      |
| Pedro González               | 1914-1915          | [ 5 ]                       |
| José Demetrio Cuadra         | 1915-1916          | [ 61 ]                      |
| Sebastián Uriza              | 1916               | [ 62 ]                      |
| Pedro González               | 1916-1917          | [ 5 ]                       |
| Agustín Pasos                | 1917-1918          | [ 6 ]                       |
| Sebastián Uriza              | 1918-1922          | [ 63 ]                      |
| Hernán Jarquín               | 1922-1923          | [ 10 ]                      |
| José Demetrio Cuadra         | 1923-1924          | [ 11 ]                      |
| Gil Arévalo                  | 1924-1925          | [ 12 ]                      |
| Federico Sacasa              | 1925-1926          | [ 13 ]                      |
| Sebastián Uriza              | 1926-1927          | [ 14 ]                      |
| J. L. Salazar                | 1927-1928          | [ 15 ]                      |
| José Demetrio Cuadra         | 1928               | [ 64 ]                      |
| J. L. Salazar                | 1928-1929          | [ 16 ]                      |
| Víctor Manuel Román y Reyes  | 1929-1930          | [ 19 ]                      |
| Francisco Paniagua Prado     | 1930-1931          | [ 65 ]                      |
| L. Ramírez M.                | 1931-1932          | [ 20 ]                      |
| H. A. Castellón              | 1932               | [ 24 ]                      |
| José Demetrio Cuadra         | 1932-1933          | [ 22 ]                      |
| H. A. Castellón              | 1933-1934          | [ 24 ]                      |
| Onofre Sandoval              | 1934-1935          | [ 25 ]                      |
| José Dolores Estrada Morales | 1935-1936          | [ 66 ]                      |
| F. Somarriba                 | 1936               | [ 27 ]                      |
| José Dolores Estrada Morales | 1936-1939          | [ 66 ]                      |
| Onofre Sandoval              | 1939-1942          | [ 31 ] [ 67 ]               |
| José María Moncada           | 1942-1943          | [ 68 ]                      |
| Carlos A. Velázquez          | 1943-1944          | [ 69 ]                      |
| Carlos A. Morales            | 1944-1945          | [ 70 ]                      |
| Crisanto Sacasa              | 1945               | [ 71 ]                      |
| Onofre Sandoval              | 1945               | [ 37 ]                      |
| Mariano Argüello Vargas      | 1945-1946          | [ 72 ]                      |
| Juan José Martínez           | 1946-1947          | [ 39 ]                      |
| Mariano Argüello Vargas      | 1947-1948          | [ 40 ]                      |
| Pedro A. Blandón             | 1948-1949          | [ 41 ]                      |
| Lorenzo Guerrero Gutiérrez   | 1949-1950          | [ 42 ]                      |
| Alberto Argüello Vidaurre    | 1950-1951          | [ 43 ]                      |
| Alejandro Abaunza Espinoza   | 1951-1952          | [ 73 ]                      |
| Mariano Argüello Vargas      | 1952-1953          | [ 74 ]                      |
| Lorenzo Guerrero Gutiérrez   | 1953-1954          | [ 44 ]                      |
| Mariano Argüello Vargas      | 1954-1955          | [ 75 ]                      |
| Alejandro Abaunza Espinoza   | 1955-1956          | [ 76 ]                      |
| Mariano Argüello Vargas      | 1956-1957          | [ 75 ]                      |
| Lorenzo Guerrero Gutiérrez   | 1956-1957          | [ 47 ]                      |
| Luis Manuel Debayle          | 1957-1958          | [ 77 ]                      |
| Alejandro Abaunza Espinoza   | 1958-1959          | [ 48 ]                      |
| Leonardo Somarriba           | 1959               | [ 49 ]                      |
| Pablo Rener                  | 1959-1960          | [ 78 ]                      |
| Fernando Delgadillo Colé     | 1960-1961          | [ 79 ]                      |
| José María Zelaya Cardoza    | 1961-1962          | [ 51 ]                      |
| Lorenzo Guerrero Gutiérrez   | 1962               | [ 80 ]                      |
| José María Zelaya Cardoza    | 1962-1963          | [ 81 ]                      |
| Mariano Argüello Vargas      | 1963               | [ 82 ]                      |
| José Frixione                | 1963               | [ 83 ]                      |
| Víctor Manuel Talavera       | 1963-1964          | [ 83 ]                      |
| Adrián Cuadra                | 1964-1965          | [ 84 ]                      |
| Luis Arturo Ponce Sotomayor  | 1965               | [ 85 ]                      |
| Humberto Castrillo Morales   | 1965               | [ 86 ]                      |
| Luis Somoza Debayle          | 1965-1966          | [ 87 ]                      |
| Mariano Argüello Vargas      | 1966               | [ 52 ]                      |
| Pablo Rener                  | 1966-1967          | [ 88 ]                      |
| Humberto Castrillo Morales   | 1967-1968          | [ 53 ]                      |
| Constantino Mendieta R.      | 1968-1969          | [ 54 ]                      |
| Cornelio H. Hüeck            | 1969-1970          | [ 89 ]                      |
| Gustavo F. Chávez            | 1970-1971          | [ 90 ]                      |
| Humberto Castrillo Morales   | 1971-1972          | [ 91 ]                      |
| Pablo Rener                  | 1972-julio de 1979 | [ 55 ] [ 92 ] [ 56 ] [ 59 ] |